# فهرست میراث جهانی در مجارستان
میراث جهانی در مجارستان تا تاریخ ۲۰۲۵ شامل ۸ اثر ثبت‌شدهٔ فرهنگی و طبیعی در کشور مجارستان توسط میراث جهانی است. سایت‌های میراث جهانی سازمان آموزشی، علمی و فرهنگی ملل متحد، یونسکو مکان‌هایی هستند که دارای اهمیت فرهنگی یا طبیعی هستند، همان‌طور که در پیمان‌نامه میراث جهانی، که در سال ۱۹۷۲ تأسیس شده، شرح داده شده است. مجارستان این کنوانسیون را در تاریخ ۱۵ ژوئیه ۱۹۸۵ پذیرفت و از آن هنگام، مکان‌های طبیعی و فرهنگی مجارستان دارای شرایط برای گنجانده شدن در فهرست میراث جهانی هستند.
تا تاریخ ۲۰۲۵، ۸ سایت میراث جهانی در مجارستان قرار دارند که ۷تای آن فرهنگی و یکی از آن‌ها، یعنی مجموعه غارهای آگتلک و اسلوواک طبیعی هستند. دو سایت ثبت‌شدهٔ نخست در مجارستان در یازدهمین نشست کمیته میراث جهانی در پاریس، فرانسه در سال ۱۹۸۷ ثبت شدند. از این دو سایت، یکی روستای هولوکو و دیگری بوداپست، کرانهٔ رود دانوب و ناحیهٔ قلعه بودا بودند که دومی در سال ۲۰۰۲ گسترش یافت. تازه‌ترین سایت افزوده‌شده به فهرست، منطقه شراب‌گیری توکای در سال ۲۰۰۲ است. در سال ۲۰۰۳، نام تمامی سایت‌ها به نام‌های ذکرشده در فهرست پایین تغییر یافتند. دو سایت نیز فراملی هستند؛ دریاچهٔ فرتو با اتریش و مجموعه غارهای آگتلک و اسلوواک با اسلواکی. همچنین، مجارستان ده سایت در فهرست آزمایشی خود نیز دارد.

## میراث جهانی
یونسکو سایت‌ها را با ده معیار فهرست می‌کند. هر ورودی باید حداقل یکی از معیارها را داشته باشد.
| # | نگاره | نام                                                          | موقعیت                                                                | سال ثبت | ش ثبتمعیارها  | شرح | منبع        |
| ۱ | .     | بوداپست، شامل کرانه‌های رود دانوب، محله قلعه و خیابان آندراشی | بوداپست                                                               | ۱۹۸۷    | ۴۰۰ (ii) (iv) | بوداپست در سدهٔ نوزدهم میلادی با اتحاد سه شهر بودا، پشت و ابودا تشکیل شد. قلعه بودا نیز در سدهٔ سیزدهم توسط بلای چهارم، پادشاه مجارستان ساخته شد. محلهٔ قلعه، شامل ساختمان‌هایی در سبک‌های معماری گوتیک و باروک می‌شود. ساختمان‌های پست نیز شامل سبک‌هایی مانند تاریخ‌گرایی و هنر نو هستند. خیابان آندراشی در سال ۲۰۰۲ به عنوان یک گسترش به این سایت افزوده شد. این خیابان در اواخر سدهٔ نوزدهم ساخته شد و نشان‌دهندهٔ تبدیل بوداپست به یک کلان‌شهر امروزی بود. خط یک متروی بوداپست که از زیر خیابان می‌گذرد، نخستین خط متروی زیرزمینی در اروپای قاره‌ای بوده و از سال ۱۸۹۶ تاکنون فعال است. | [ ۶ ]       |
| ۲ | .     | روستای کهن هولوکو و اطراف آن                                 | شهرستان نوگراد                                                        | ۱۹۸۷    | ۴۰۱ (v)       | هولوکو یک روستای سنتی مردم پالوتسی است که زیرگروهی از مجارها به‌شمار می‌روند. روستای هولوکو در طول سده‌های ۱۷ و ۱۸ میلادی گسترش یافت و تعمداً به عنوان نمونه‌ای از زندگی روستایی پیش از انقلاب کشاورزی سدهٔ بیستم نگه‌داری شده است. | [ ۷ ]       |
| ۳ | .     | مجموعه غارهای آگتلک و اسلوواک                                | مجارستان شمالی                                                        | ۱۹۹۵    | ۷۲۵ (viii)    | این سایت شامل ۷۱۲ غار در مجارستان و اسلواکی است. این غارها نشان‌دهندهٔ یک سامانهٔ معمولی کارستی منطقه معتدل را نشان می‌دهند. رسوب و فسیل موجود در غارها، نشان‌دهندهٔ پیشینه‌های زمین‌شناختی شرایط گرمسیری و نیمه‌گرمسیری دوره‌های کرتاسه پسین و ترشیاری پیشین و همچنین یخبندان‌های پلیستوسن است. در سال ۲۰۰۰، غار یخی دوبشینا در اسلواکی به این سایت افزوده شد و در سال ۲۰۰۸، مرزهای سایت در مجارستان کمی تغییر یافت. | [ ۸ ] [ ۹ ] |
| ۴ | .     | صومعهٔ پانون‌هالما                                             | پانون‌هالما، دیور-موشون-شوپرون                                         | ۱۹۹۶    | ۷۵۸ (iv)(vi)  | راهبان نظام سنت بندیکت در سال ۹۹۶ صومعه را بنیان نهادند. این صومعه نقش برجسته‌ای در پخش مسیحیت در مجارستان و اروپای مرکزی داشت. مجموعهٔ صومعه در طول سده‌ها شاهد تغییرات گوناگونی بوده است. پیشینهٔ کهن‌ترین ساختمان‌های دست‌نخورده در این مجموعه به سدهٔ سیزدهم می‌رسد و بعداً ساختمان‌هایی با سبک‌های گوتیک، باروک و رمانتیک ساخته شدند. بنای یادبود هزاره در سال ۱۸۹۶ در تپهٔ مرکزی به یاد هزارمین سالگرد فتح سرزمین مجارستان ساخته شد. | [ ۱۰ ]      |
| ۵ | .     | پارک ملی هورتوبادی                                           | شهرستان‌های بورشود-آبااوی-زمپلن، هِوِش، هایدو-بیهار و یاس-نادی‌کون-سولنوک | ۱۹۹۹    | ۴۷۴ (iv)(v)   | پارک ملی هروتوبادی یک منطقهٔ گستردهٔ دارای دشت‌ها و تالابها در دشت بزرگ مجارستان است. هزار سال است که از این منطقه توسط عشایر دامدار استفاده می‌شده و پیشینهٔ کهن‌ترین کورگان‌های آن به ۲۰۰۰ سال پیش از میلاد می‌رسد. در پایان سدهٔ نهم میلادی، مجارها به حوضه پانونی رسیدند و در منطقه ساکن شدند. با این حال، سکونتگاه‌ها پس از سدهٔ چهاردهم ناپدید شدند. در دوران امروزی، این منطقه کمابیش فاقد ساکنان دائمی است، اما در تابستان برای چَرا به کار می‌رود. از میان اندک سازه‌های ساخت انسان در دشت‌ها می‌توان به پل نه‌قوس اشاره کرد که در نیمهٔ نخست سدهٔ نوزدهم ساخته شد.                     | [ ۱۱ ]      |
| ۶ | .     | شهر مردگان پچ                                                | پچ                                                                    | ۲۰۰۰    | ۷۷۲ (v)       | شهر مردگان مسیحی اولیه در شهر استانی امپراتوری روم، سوپیانائه، که امروزه در شهر پچ واقع شده، در سدهٔ چهارم میلادی ساخته شد. آرامگاه‌هایی زیرزمین ساخته شدند و غنی از تزئیات مسیحی از جمله نقاشی‌های دیواری هستند. چندین کلیسا نیز برروی برخی آرامگاه‌ها به عنوان یادبود ساخته شدند. | [ ۱۲ ]      |
| ۷ | .     | چشم‌انداز فرهنگی فرتو / نویسیدلرسی                            | دیور-موشون-شوپرون                                                     | ۲۰۰۱    | ۷۷۲ (v)       | ناحیهٔ دریاچهٔ فرتو/ نویسیدلر حدود هشت‌هزار سال توسط مردمان گوناگونی اشغال شده است. پیشینهٔ شبکهٔ اصلی شهرها و روستاها در این ناحیه به سدهٔ سیزدهم می‌رسد. چندین کاخ در سده‌های هجدهم و نوزدهم نیز ساخته شدند. این سایت با اتریش مشترک است. | [ ۱۳ ]      |
| ۸ | .     | منطقه شراب‌گیری توکای                                         | بورشود-آبااوی-زمپلن                                                   | ۲۰۰۲    | ۱۰۶۳ (iii)(v) | منطقهٔ شراب‌گیری توکای، در تپه‌های شمال‌شرق مجارستان واقع شده است. این منطقه، در سال ۱۷۳۷ به‌طور رسمی توسط کارل ششم، امپراتور مقدس روم بنیان نهاده شد، با این حال از سال ۱۵۶۱ شراب‌گیری می‌شده است. منطقهٔ توکای یک چشم‌انداز فرهنگی مرتبط با تولید شراب‌های توکایی است و شامل تاکستان‌ها، کشتزارها، روستاها، شهرهای کوچک و انبارهای شراب می‌شود. | [ ۱۴ ]      |

## فهرست آزمایشی
علاوه بر سایت‌های موجود در فهرست میراث جهانی، کشورهای عضو می‌توانند فهرستی از سایت‌های آزمایشی را که ممکن است برای نامزدی در نظر بگیرند، در این فهرست قرار دهند. نامزدها در فهرست میراث جهانی تنها در صورتی پذیرفته می‌شوند که سایت قبلاً در فهرست آزمایشی قرار داشته باشد.
تا سال ۲۰۲۵، مجارستان ۱۰ اثر در فهرست آزمایشی خود دارد.
| #  | نگاره                                     | نام                                                                | موقعیت               | سال ثبت | ش ثبتمعیارها          | شرح | منبع          |
| ۱  | قلعه و استحکامات واقع‌شده روی تپه.         | قلعه-دژ قرون وسطایی استرگم                                         | کوماروم-استرگوم      | ۱۹۹۳    | ۲۷۷                   | قلعه-دژ قرون وسطایی استرگم در سده‌های ۱۰ و ۱۱ میلادی ساخته شد و تا سال ۱۲۴۹ مقر سلطنتی بود و به عنوان نماد مسیحیت مجاری به‌شمار می‌رود. بعدها به شکل گوتیک اولیه گسترش یافت و سپس میزبان هنرمندان رنسانس بود. | [ ۱۶ ] [ ۱۷ ] |
| ۲  |                                           | غارهای سامانهٔ گرمایشی کارست بودا                                   | بوداپست              | ۱۹۹۳    | ۲۸۲ (vii)             | شش غار زیر تپهٔ بودا که منبع آب حرارتی هستند. غار «کریستالی» یوژف-هدی یکی از بزرگ‌ترین اتاقک‌های گردش گرمابی در جهان را شامل می‌شود. | [ ۱۸ ]        |
| ۳  | اسب سیاه از گونهٔ نونیوس                   | ملک دولتی مزرعه زادمایه مزوهدیش                                    | بکش                  | ۲۰۰۰    | ۱۵۰۰ (iii)(iv)        | این مزرعه زادمایه توسط یوزف دوم، امپراتور مقدس روم در سال ۱۷۸۴ بنیان نهاده شد. این یک مزرعه مقیاس بزرگ است که شامل نژادهای گوناگون اسب مانند نونیوس، گیدران و فوریوزو است. بیشتر ویژگی‌های معماری مزرعه متعلق به سدهٔ هجدهم میلادی هستند. | [ ۱۹ ] [ ۲۰ ] |
| ۴  | ورودی موزه به شکل تنهٔ درخت                | فسیل‌های ایپوی‌تارنوتس                                               | نوگراد               | ۲۰۰۰    | ۱۵۰۲ (vii)(viii)      | سایت فسیل برای نخستین بار به‌طور علمی در سال ۱۸۳۶ مورد پژوهش قرار گرفت. این سایت شامل بازمانده‌های دریایی کم‌ژرفا از دورهٔ الیگوسن پیشین و میوسن پسین است. ۱۹ میلیون سال پیش، رسوب‌های آن توسط خاک آتشفشانی پوشانده شد که به حفظ آن کمک کرد. دندان کوسه‌ها، آثار برگ‌ها و درخت‌های متحجر از جمله مهم‌ترین فسیل‌های این سایت هستند. | [ ۲۱ ]        |
| ۵  | دیوار دژ به همراه یک دروازه               | سامانه استحکامات همریزگاه رودهای دانوب و واخ در کمارنو - کوماروم   | کوماروم-استرگوم      | ۲۰۰۷    | ۱۴۹۸ (i)(ii)(iv)(v)   | شهرهای کمارنو در اسلواکی و کوماروم در مجارستان در همریزگاه رودهای دانوب و واخ قرار دارند. به دلیل موقعیت راهبردی، در طول سده‌ها در این منطقه سامانهٔ استحکاماتی پدافندی ساخته شد. بخش مجارستانی این سایت شامل سه قلعه از جمله قلعه‌های مونوستور، چیلاگ و ایگماندی می‌شود. | [ ۲۲ ] [ ۲۳ ] |
| ۶  | موزه هنرهای کاربردی با نما و سقف تزئین‌شده | معماری مستقل و پیشا-نوگرای اودون لخنر                              | بوداپست، باچ-کیش‌کون  | ۲۰۰۸    | ۵۳۶۶ (i)(ii)(iii)(iv) | این نامزدی شامل پنج ساختمان از معمار مجاری، اودون لخنر است که با ترکیب شیوه‌های مجاری و تزئینات شرقی، بیان هنری خاصی را به وجود آورد. او در اواخر سدهٔ نوزدهم و اوایل سدهٔ بیستم فعال بود. موزه هنرهای کاربردی در تصویر دیده می‌شود. | [ ۲۴ ]        |
| ۷  |                                           | شبکه ساختمان‌های میراث روستایی در مجارستان                          | چندین سایت           | ۲۰۱۷    | ۶۲۶۴ (ii)(iii)(vi)    | شبکه ساختمان‌های میراث روستایی در مجارستان در میانهٔ سدهٔ بیستم بنیان‌گذاری شد. این نامزدی، مجموعه‌ای از ساختمان‌های اصیل مردم از سدهٔ هجدهم تا سدهٔ بیستم است و شامل چند صد خانه سراسر کشور می‌شود. | [ ۲۵ ]        |
| ۸  | قلعه ویشگراد از بالا                      | نشست سلطنتی در استرگم، ویشگراد و جنگل سلطنتی پیشین در کوه‌های پیلیش | پشت، کوماروم-استرگوم | ۲۰۱۷    | ۶۲۶۷ (ii)(iii)(iv)(v) | قلعهٔ سلطنتی استرگم (مقر سلطنتی تا سال ۱۲۴۹) و کاخ ویشگراد (مقر سلطنتی از ۱۳۲۳ تا دههٔ ۱۴۱۰) تحت تأثیر هنر از فرانسه و ایتالیا بودند، از دوران گوتیک متأخر تا رنسانس. جنگل سلطنتی، ناحیهٔ شکار بود و شامل بازمانده‌های عمارت‌های سلطنتی و صومعه‌ها است. | [ ۱۷ ]        |
| ۹  | برج ناقوس چوبی، سمت راست یک کلیسا         | برج‌های ناقوس چوبی در منطقهٔ تیسای شمالی                             | سابولچ-ساتمار-برگ    | ۲۰۱۷    | ۶۲۶۸ (ii)(iii)(iv)    | این نامزدی شامل هفت برج ناقوس چوبی است که در سده‌های ۱۷ و ۱۸ میلادی ساخته شدند. چوب به عنوان مصالح ساختمانی به کار رفت، زیرا زمین ناحیه به دست حاکمیت عثمانی فرسوده شده بود و جماعت مسیحیان در طول اصلاحات پروتستانی و اصلاح کاتولیک از کلیساهای خود بیرون شده و به نیایشگاه‌های تازه‌ای نیاز داشتند. خود کلیساهای چوبی بعداً با مصالح دیگری مانند سنگ بازسازی شدند یا به یک موزهٔ بیرونی روستایی منتقل شدند. برجی در نیرباتور، ساخته شده حدود سال ۱۶۴۰، در تصویر دیده می‌شود. | [ ۲۶ ]        |
| ۱۰ |                                           | چشم‌انداز فرهنگی بلندی‌های بالاتون                                   | وسپرم، زالا          | ۲۰۱۷    | ۶۲۶۹ (iv)(v)(vii)     | این نامزدی سایت‌های طبیعی و فرهنگی دور دریاچه بالاتون را شامل می‌شود: شبه‌جزیره تیهانی، حوضه تاپولتسا، حوضهٔ کَلی، دریاچه هویز، کاخ فشتتیچ در کست‌هی (در تصویر)، کشتزار جورجیکون و بخش تاریخی بالاتون‌فورد. بخشی از این نامزدی نیز به عنوان پارک ملی بلندی‌های بالاتون تحت حفاظت است. | [ ۲۷ ]        |